# Ekoturism

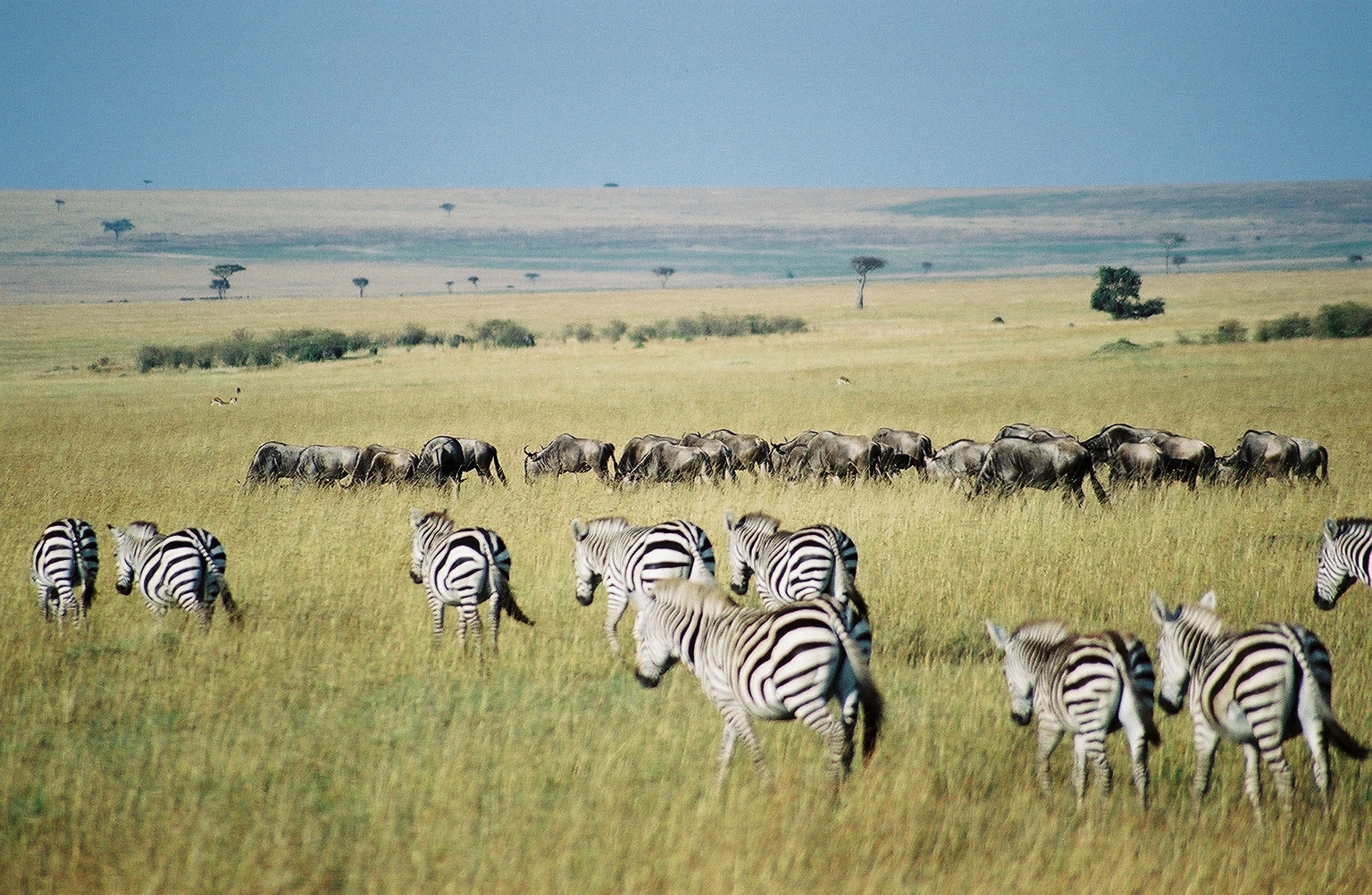
Masai Mara i Afrika.

Ekoturism är en form av turism, vars mål är att skydda naturen genom att ta hänsyn till resmålets ekologiska begränsningar. 
Ordet ekoturism finns belagt åtminstone sedan 1980  och 1991 etablerade The International Ecotourism Society en definition för ekoturism. Svenska Världsnaturfonden och senare även Svenska Ekoturismföreningen/Naturturismföretagen ställde sig bakom definitionen som på svenska lyder: Ekoturism är ansvarsfullt resande i naturen som hjälper till att skydda naturmiljöer och stödjer lokalbefolkningens välbefinnande.

## Ekoturismens grunder

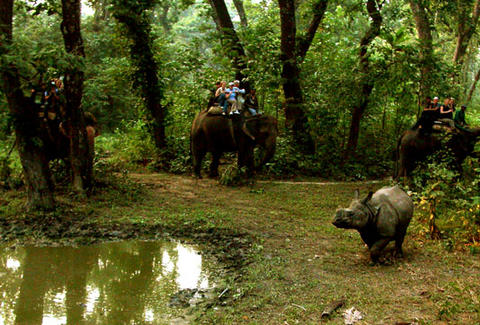
Elefantsafari i Chitwan nationalpark.

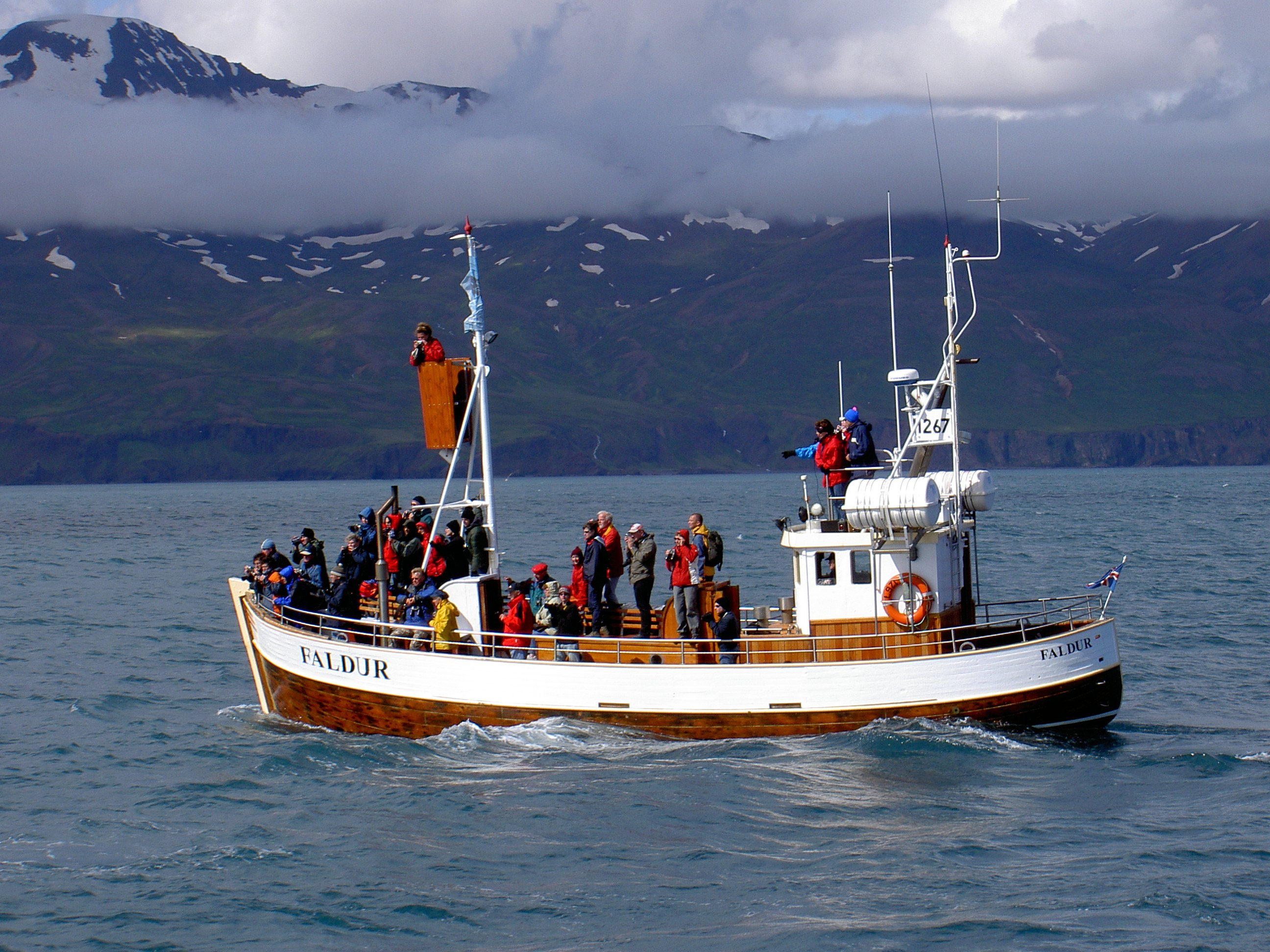
Valsafari i vattnen runt Island.

Ekoturism bygger precis som vanlig turism på människors vilja att resa till och vistas på platser som ligger utanför deras hemort, med betoning på människors intresse för miljön och vilja att göra så lite skada på denna som möjligt. Ekoturism är därför ekologisk och ekonomisk turism i kombination. Detta innebär att turismformen medvetet skapar efterfrågan för aktiviteter som uppfyller begreppets definition. Aktiviteterna är oftast relaterade till naturen och eftersträvar en positiv effekt för lokalbefolkningens levnadsvillkor, men ekoturism kan även bedrivas i städer med kulturbesök, bara arrangemanget uppfyller ekoturismens målsättning.
Ett exempel på sådan ekoturism är olika slags djursafarier som även gynnar lokalbefolkningen genom att de kan anställas som till exempel guider, förare och lodgepersonal. Detta ger lokalbefolkningen en inkomstkälla och gör det mer sannolikt att djuren bevaras. Gorillor är exempel på djur som gynnats av denna form av ekoturism. Valar är andra vanliga djur som researrangörer inom ekoturism anordnar safarier för.

## Kvalitetsmärkningssystem

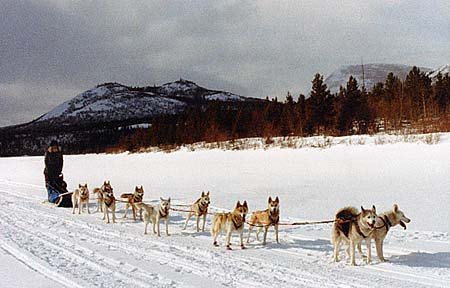
Slädhundar.

Det finns flera kvalitetsmärkningssystem för ekoturism. I dessa definieras de olika krav som ett arrangemang måste uppfylla för att anses som bra ekoturism enligt systemet.
I Sverige finns kvalitetsmärkningssystemet Nature’s Best som branschorganisationen Naturturismföretagen och Visit Sweden står bakom. Godkända företag finns inom många olika ekoturismupplevelser över hela Sverige.